# Thessalia benjamini
Thessalia benjamini är en fjärilsart som beskrevs av Gunder 1928. Thessalia benjamini ingår i släktet Thessalia och familjen praktfjärilar. Inga underarter finns listade i Catalogue of Life.